# HIP 5158
HIP 5158 – gwiazda typu widmowego K położona w gwiazdozbiorze Wieloryba, odległa o około 147 lat świetlnych (45 parseków) od Ziemi. Należy tak jak Słońce do ciągu głównego, jednak jest od niego mniejsza i chłodniejsza.
W swoim układzie gwiazda HIP 5158 posiada dwie odkryte planety. Obiekt c prawdopodobnie okaże się brązowym karłem.